# Jan Baeyens
Jan Baeyens (Ninove, 16 juni 1957) is een Belgisch voormalig professioneel wielrenner.
Baeyens reed voor onder meer Lotto-Merckx. Hij was in 1976 Belgisch kampioen op de achtervolging bij de junioren. Bij de profs wist hij te winnen in Willebroek en Nederbrakel. In 1985 reed hij de Tour de France uit in dienst van Jef Lieckens. 

## Belangrijkste overwinningen
| Jaar     | BK                                   | EK       | WK       | Overige  |
| Junioren | Junioren                             | Junioren | Junioren | Junioren |
| -------- | ------------------------------------ | -------- | -------- | -------- |
| 1976     | Achtervolging · Ploegenachtervolging |          |          |          |
| 1977     | Ploegenachtervolging                 |          |          |          |

## Resultaten in voornaamste wedstrijden
| Jaar | Ronde van Italië | Ronde van Frankrijk | Ronde van Spanje |
| ---- | ---------------- | ------------------- | ---------------- |
| 1984 |                  |                     |                  |
| 1985 |                  | 136e                |                  |

| Jaar | Gent-Wevelgem | Parijs-Roubaix |
| ---- | ------------- | -------------- |
| 1984 | 63e           |                |
| 1985 |               | 32e            |

Wielerploegen van Jan Baeyens
Baeyens · De Cnijf · Dernies · Godimus · Govaerts · Haghedooren ·  Ilegems · Lieckens · McKenzie · Onnockx ·  Rossel · Schepers · Sergeant ·  Van Eynde ·  Van Oyen
Baeyens · Bomans · Dernies · Goessens · Haghedooren ·  Ilegems · Lieckens · Lurquin · Mannaerts · McKenzie · Nevens · Onnockx · Segers · Sergeant · Somers · Van De Vijver · Van de Walle ·  Van Eynde ·  Van Holen ·  Van Itterbeeck ·  Van Oyen